# Armand Thoinet
 (juillet 2023).
 (août 2023).
L'article doit être relu — et modifié si nécessaire — par des contributeurs indépendants pour apporter un regard critique aux contributions effectuées en violation des conditions d'utilisation de Wikipédia, tant sur la forme (notamment concernant le style encyclopédique, la proportionnalité) que sur le fond (la neutralité de point de vue, la qualité et l'indépendance des sources).
Armand Thoinet, né le 1er avril 1993 à Décines (Rhône), est un aventurier et conférencier français, atteint de sclérose en plaques.
En août 2022, il effectue un Tour de Corse en pédalo de plaisance, ce qui est une première mondiale et établit un record du monde de la discipline.

## Biographie

### Diagnostic de sa maladie
En 2007, lors d’un match de rugby, Armand ressent les premiers symptômes d’une maladie qui ne sera diagnostiquée que 5 ans plus tard : une sclérose en plaques.
Une vue double venait ponctuellement le gêner. Bien que la fréquence d’apparition de ce symptôme augmentât, il a fallu attendre 2011 pour que d’autres difficultés l’interpellent : problèmes d’équilibre, de fatigue chronique, de changement de voix, de problèmes de motricité…
Le 23 mars 2012, le verdict tombe : c’est une SEP qui a attendu 5 ans sans traitement. Il s’ensuit une longue et grave dépression. Un long chemin personnel lui a permis d’enfin basculer dans le positif.

### Études
En 2018, il obtient un Diplôme Universitaire de Démocratie en Santé à la Sorbonne à Paris.

## Activités

### Début d'aventurier
« À mon diagnostic, j’ai complètement arrêté le sport ! Pour moi, ça ne servait plus à rien, puisque je ne pouvais plus pratiquer physiquement les sports dans lesquels je m’épanouissais ! Avec le recul, la vraie limite était surtout mentale : je ne voulais pas avoir à comparer mon niveau à celui que j’avais avant ma maladie." » Pour ne pas avoir à se comparer à avant, il se met à des activités nouvelles, qu’il n’a jamais pratiqué[réf. souhaitée]. À cette époque, seuls ses bras fonctionnaient normalement. Il se dirige d’abord vers le kayak.
La compétition mise de côté, il se lance dans sa première aventure en août 2015 : un demi-tour de Corse en kayak[réf. souhaitée].
Cette remise en mouvement a transformé Armand physiquement, mentalement et socialement[réf. souhaitée].

### Aventures sportives
Sur Internet, certains le connaissent sous le nom « Les Défis d'Armand ».

### Aventures les plus marquantes

#### Le Pôle Nord en kayak (80e parallèle nord)
Le 28 juillet 2019, Armand, 3 autres sportifs touchés par une SEP et 7 valides ont quittés la France pour rejoindre l'île de Spitzberg pour rallier la 80e parallèle Nord en kayak biplace, un pari réalisé par moins de 100 personnes dans le monde : une expédition de 250 km pendant 18 jours coupés du monde.
Durant les 4 derniers jours, à 15 km de la 80e parallèle, des tempêtes arctiques de neiges, de houle, de vent sont venues déranger le groupe. Mais à la fin de ces 4 jours rudes, les français sont repartis pour finir le travail accompli jusqu'ici pour décrocher le bout de leur rêve, le 15 août 2019.

#### Traversée de la France en tandem
Le 13 mai 2021, Armand et Julien s’élancent en tandem du mont Saint-Michel Savoyard à Curienne pour rallier le mont Saint-Michel Normand dans la Manche. 1010 km de vélo en 10 jours pour transmettre leur message.
Malgré la météo et les casses mécaniques, ces dernières n’ont pas entaché leur moral pour aller au bout de ce challenge,.

#### Tour de Corse en pédalo
Le 3 août 2022, Armand Thoinet et son coéquipier Julien Segretain se lancent pour battre le record du monde de distance en continu, en pédalo de plaisance. Parti du port de Tino-Rossi à Ajaccio, pour arriver au même endroit, les deux amis ont réalisé une boucle de 574 km sur une durée de 23 jours,.
Le 18 aout 2022, la Corse connait une tempête soudaine avec des vents jamais connu en Europe. Les 2 aventuriers sont en plein cœur de l’événement à Calvi et ont pu bénéficier d'un gymnase mis en place par la commune pour les sinistrés,.

### Conférencier
Depuis 2015, il propose sa vision du monde à des publics différents : scolaires, universités, entreprises, associations[source secondaire souhaitée], etc.
En 2018, la Région Auvergne Rhône-Alpes le nomme « Ambassadeur Sport et Handicap »,.